# Karl von Catinelli
Karl von Catinelli (30. března 1780 Gorice – 27. července 1869 Gorice) byl rakouský důstojník z dob napoleonských válek a politik, během revolučního roku 1848 poslanec Říšského sněmu.

## Biografie
Narodil se roku 1780 v měšťanské rodině v Gorici, kde absolvoval gymnázium a od roku 1796 studoval na Vídeňské univerzitě. V roce 1797 se dobrovolně přihlásil spolu s dalšími studenty do armády v rámci mobilizace sil proti Napoleonovi. Poté, co byl uzavřen Mír v Campo Formio, se vrátil ke studiím a nastoupil na inženýrskou akademii. Po obnovení napoleonských válek nastoupil roku 1799 opět do armády jako podporučík v pěším regimentu arcivévody Josefa číslo 63, který byl umístěn v Rivoli. Zúčastnil se mnohých bitev v severní Itálii. Byl povýšen na nadporučíka. Roku 1805 byl jmenován hejtmanem v generálním štábu. V bitvě u města Caldiero byl těžce raněn. Léčil se v Benátkách, pak v Gorici. Poté, co se uzdravil, nastoupil do válečného archivu, kde se podílel na zaznamenání bitev z napoleonských válek, zejména bitvy u Marenga. V roce 1808 ho Maxmilián Josef Rakouský-Este povolal na post organizátora budování zeměbrany v Horních a Dolních Rakousích. Opět se účastnil bojů, mj. bitvy u Řezna, tehdy už v hodnosti majora. Po pádu Vídně byl povýšen na nadporučíka. Z aktivní služby odešel roku 1816. V roce 1818 se usadil v rodné Gorici. Roku 1821 mu na Lublaňském kongresu Svaté aliance nabídl vévoda František IV. Modenský, aby pomohl s výstavbou vojenské akademie v Modeně. Za svou pomoc byl pak povýšen do stavu modenských šlechticů. Nadále se věnoval správě svého statku. Byl členem několika zemských zemědělských společnosti. Byl odborníkem na hydrauliku a zeměměřičství. V roce 1836 by povolán do Terstu, aby tam poradil s řešením zásobování vodou. Zabýval se též výzkumem vhodné trasy pro železniční spojení mezi Terstem a Vídní.
Roku 1849 se uvádí jako Karl Catinelli, plukovník na penzi v Gorici.
Během revolučního roku 1848 se zapojil do veřejného dění. Ve volbách roku 1848 byl zvolen i na ústavodárný Říšský sněm. Zastupoval volební obvod Gorice. Tehdy se uváděl coby plukovník na penzi. Na mandát rezignoval na podzim 1848.
Během roku 1848 se také opětovné zapojil do armády. Společně s Lavalem Nugentem von Westmeathem se účastnil tažení v severní Itálii. Během tažení ale těžce onemocněl a musel se vrátit do Gorice. V roce 1854 mu byl udělen Řád železné koruny a zároveň byl povýšen do rakouského rytířského stavu. V roce 1856 publikoval spis o italské otázce. Od roku 1861 trpěl zdravotními problémy a stáhl se z veřejného života.
Dva jeho synové sloužili v armádě, další dva synové působili ve státní službě. Zemřel v červenci 1869.